# Бурцев, Иван Антонович
Ива́н Анто́нович Бу́рцев (1 января 1905 год, село Ястребовка, Старооскольский уезд, Курская губерния — 28 ноября 1980 год, Полтава, Украинская ССР) — организатор сельскохозяйственного производства, директор Конгрессовского свеклосовхоза Министерства пищевой промышленности СССР, Золочевский район Харьковской области, Украинская ССР. Герой Социалистического Труда (1948).

## Биография
Родился 1 января 1905 года в крестьянской семье в селе Ястребовка Старооскольского уезда Курской губернии.
В 1923 году окончил среднюю школу в родном селе, после чего поступил на учёбу в Старооскольский педагогический техникум. После получения педагогического образования работал учителем в семилетней школе и инспектором Ястребовского районного отдела народного образования. Служил в Красной Армии (1929).
С 1930 года работал на партийных должностях на Украине. С 1930 по 1940 год — заместитель начальника и начальник политотдела сахаросовхозов Каменец-Подольской и Винницкой областей, инструктор политуправления наркомата пищевой промышленности СССР. В 1940 году назначен директором Новоивановского и позднее — Конгрессовского свеклосовхоза Харьковской области.
После освобождения Харьковской области от немецких оккупантов продолжил руководить Конгрессовским свеклосовхозом.
В 1947 году совхоз получил в среднем по 30,58 центнеров пшеницы с каждого гектара с участка площадью 82,8 гектаров.
Указом Президиума Верховного Совета СССР от апреля 1948 года присвоено звание Героя Социалистического Труда с вручением ордена Ленина и золотой медали «Серп и Молот».
Звание Героя Социалистического Труда было дано с формулировкой «за получение высокого урожая пшеницы при выполнении совхозом плана сдачи сельскохозяйственных продуктов в 1947 году и обеспеченности семенами зерновых культур для весеннего сева 1948 года».
В 1950 году был назначен директором Лохвицкого сахарного комбината имени И. В. Сталина Полтавской области. Без отрыва от производства окончил Харьковский сельскохозяйственный институт (1950).
С 1954 по 1960 год — начальник Полтавского сахаротреста и с 1960 по 1962 год — член Совнархоза пищевой и сахарной промышленности СССР.
С 1962 по 1967 — директор Полтавской кондитерской фабрики.
В 1967 году вышел на пенсию. Проживал в Полтаве, где скончался в 1980 году.

## Награды
- Герой Социалистического Труда — указом Президиума Верховного Совета СССР от 30 апреля 1948 года;
- Орден Ленина — дважды;
- Орден «Знак Почёта»;
- Медаль «За доблестный труд в Великой Отечественной войне 1941—1945 гг.»